# Excentriciteit (astronomie)

Voorbeelden van banen met verschillende excentriciteit

Als de omloopbaan van een hemellichaam afwijkt van de cirkel, wordt deze excentrisch genoemd. De excentriciteit van de omloopbaan van een hemellichaam is een van de parameters die de vorm van deze baan definiëren. De excentriciteit kan worden gezien als de mate waarin een baan afwijkt van een cirkel.
De excentriciteit {\displaystyle e} is gedefinieerd voor cirkelvormige banen, elliptische banen, parabolische trajecten en hyperbolische trajecten en heeft de volgende waarden:
- voor cirkelvormige omloopbanen: {\displaystyle e=0},
- voor elliptische omloopbanen: {\displaystyle 0<e<1},
- (voor trajecten heen en terug: {\displaystyle e=1},)
- voor parabolische trajecten: {\displaystyle e=1},
- voor hyperbolische trajecten: {\displaystyle e>1}.

De excentriciteit van de omloopbaan van de aarde is tegenwoordig bijvoorbeeld 0,0167.
Andere waarden: Mercurius 0,2056, de maan 0,0554.

## Zonlicht op de planeten
De omloopbanen van de planeten om de zon worden door de wetten van Kepler gegeven. Door de zwaartekracht van de andere planeten zijn er verschillen, maar zeer kleine verschillen, tussen de werkelijke omloopbanen en die door de wetten van Kepler gegeven. De omloopbaan van een planeet om de zon verschilt dus iets van een tweelichamenprobleem.
De excentriciteit is, naast de precessie en obliquiteit, een van de parameters die nodig zijn om de baan van een planeet of maan te beschrijven. Deze drie grootheden heten de Milanković-parameters. Voor de planeten, die om de zon draaien, bepalen zij de intensiteit en de verdeling van het zonlicht, dat er schijnt. Variaties in de excentriciteit van de baan van de aarde om de zon spelen daarom een rol bij de verklaring van het ontstaan en verloop van ijstijden. De periode van de excentriciteit van de aarde is 100.000 jaar.

## Formule
De excentriciteitsvector {\displaystyle \mathbf {e} } van de baan van een hemellichaam om een ander centraal hemellichaam is de vector die van de periapsis naar de apoapsis van die baan wijst en waarvan de grootte gelijk aan de excentriciteit van die baan is: {\displaystyle e=\left|\mathbf {e} \right|}.
Voor elliptische omloopbanen geldt de volgende vergelijking:
{\displaystyle e={{d_{a}-d_{p}} \over {d_{a}+d_{p}}}=1-{\frac {2}{{\frac {d_{a}}{d_{p}}}+1}}={\frac {2}{{\frac {d_{p}}{d_{a}}}+1}}-1}
waarbij de volgende twee afstanden tot het omschreven, tot het omlopen hemellichaam zijn gegeven:
- {\displaystyle d_{p}} : tot de periapsis,
- {\displaystyle d_{a}} : tot de apoapsis.

In het algemeen wordt de letter {\displaystyle d} voor de afstand gekozen, van het Engelse distance.

## Websites
- (en)  World of Physics. Eccentricity.